# El Jobal
El Jobal är en ort i Mexiko.   Den ligger i kommunen Siltepec och delstaten Chiapas, i den sydöstra delen av landet, 800 km sydost om huvudstaden Mexico City. El Jobal ligger 1 594 meter över havet och antalet invånare är 243.
Terrängen runt El Jobal är bergig åt sydost, men åt nordväst är den kuperad. Terrängen runt El Jobal sluttar norrut. Runt El Jobal är det ganska tätbefolkat, med 83 invånare per kvadratkilometer. Närmaste större samhälle är El Porvenir de Velasco Suárez, 16,9 km sydost om El Jobal. I omgivningarna runt El Jobal växer i huvudsak städsegrön lövskog.